# Orientomysis nakazatoi
Orientomysis nakazatoi är en kräftdjursart som först beskrevs av Ii 1964.  Orientomysis nakazatoi ingår i släktet Orientomysis och familjen Mysidae. Inga underarter finns listade i Catalogue of Life.